# Movimento Free Britney

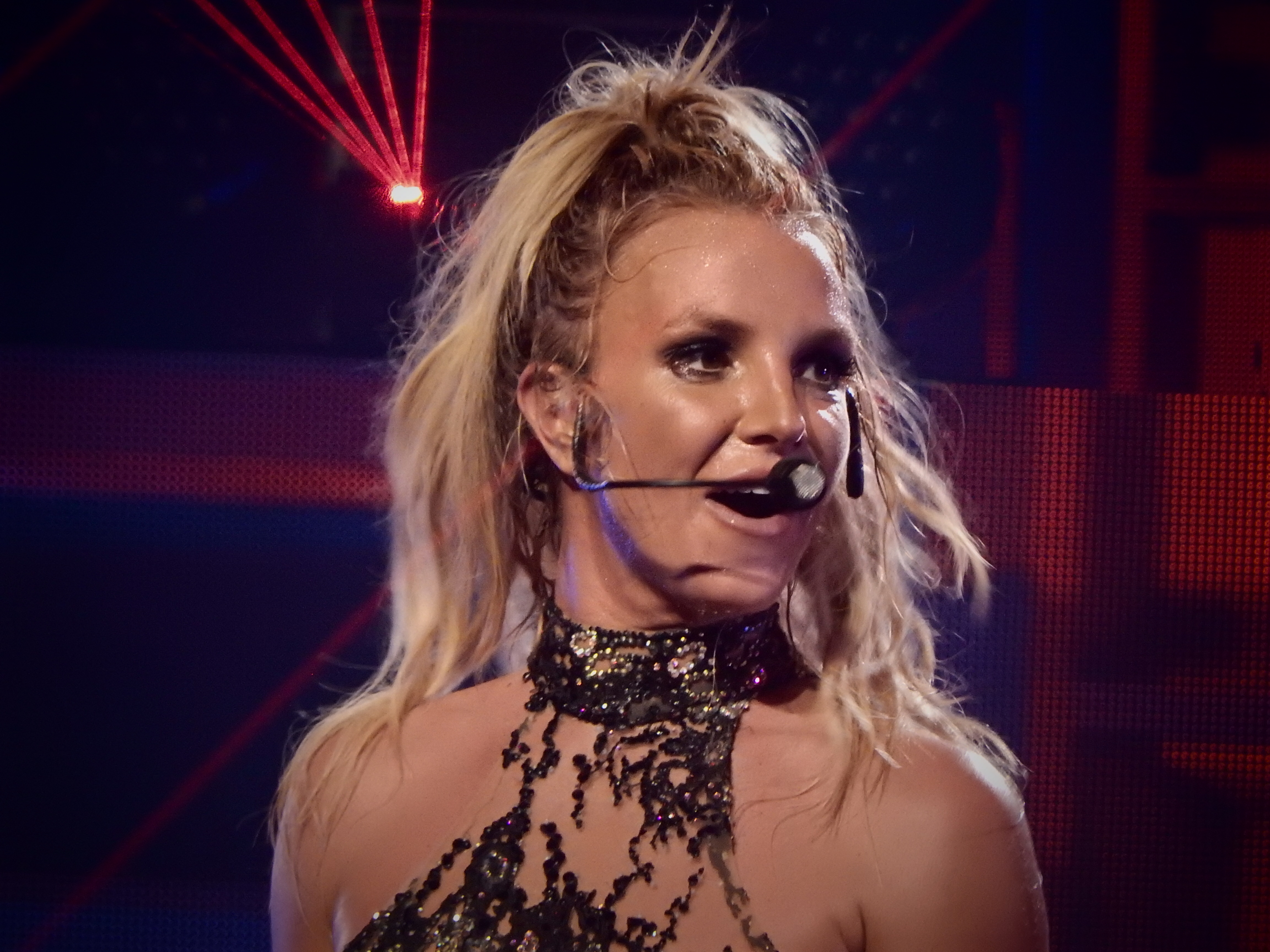
Spears se apresentando no Apple Music Festival de 2016.

O Movimento Free Britney (ou #FreeBritney; Liberte Britney, em tradução livre) foi um movimento social iniciado na internet criado pelos fãs da cantora estadunidense Britney Spears que exige o fim de curatela exercida por seu pai, que começou em 2008. O movimento tornou-se popular em 2019, após o surgimento de denúncias envolvendo a época em que Spears esteve internada em uma clínica psiquiátrica no início do ano. A curatela foi encerrada em 12 de novembro de 2021. 

## Antecedentes
Em 2008, Britney Spears foi internada em uma clínica psiquiátrica por duas vezes. Na época, ela estava passando por conflitos em sua vida pessoal, incluindo o divórcio com Kevin Federline, raspando a cabeça, atacando paparazzi e perdendo a custódia de seus dois filhos com Federline. Após a segunda internação o pai de Spears, James "Jamie", entrou com uma petição para instituir uma curatela temporária sob Spears, que foi tornada permanente nesse mesmo ano. Jamie atuou como curador dos assuntos pessoais da filha, bem como de suas finanças ao lado de Andrew Wallet, que ocupou o cargo a partir de 2009.
Sob a curatela, Spears lançou quatro álbuns de estúdio, dois – Circus (2008) e Femme Fatale (2011) – receberam certificado de platina. Ela também foi jurada na segunda temporada do reality show The X Factor em 2012. De 2013 a 2017, Spears se apresentou em uma temporada de shows, chamada Britney: Piece of Me, em Las Vegas. A residência arrecadou mais de US$ 137 milhões. Em 2018, a irmã de Spears, Jamie Lynn, tornou-se a beneficiária de sua propriedade. Jamie sofreu uma ruptura do cólon no mesmo ano. Enquanto se preparava para começar sua segunda residência em Las Vegas em 2019, Spears anunciou que faria uma pausa na carreira devido a problemas de saúde do pai. Em março, Wallet renunciou ao cargo de co-curador da curatela após 11 anos. Devido ao estresse, Spears ficou internada por 30 dias em uma clínica de saúde mental no mesmo mês.

## Início e resultado
Em abril de 2019, um podcast centrado em Spears intitulado Britney's Gram divulgou uma mensagem de voz de uma fonte anônima alegando ser um ex-membro da equipe jurídica de Spears; a fonte alegou que a segunda residência planejada havia sido cancelada por Jamie devido à recusa de Spears em tomar seu remédio, e que Spears estava involuntariamente presa em casa desde janeiro depois de violar uma das regras que a proibia de dirigir, e que a curatela era originalmente suposta para terminar em 2009. Após o episódio do podcast, um movimento para encerrar a curatela, apelidado de #FreeBritney, começou. Fãs fizeram um protesto em frente ao West Hollywood City Hall e pediram a libertação de Spears da clínica psiquiátrica em 22 de abril. Spears tranquilizou seus fãs sobre seu bem-estar dias depois e deixou as instalações no final do mês. Em maio, Brenda Penny, a juíza que presidia o caso, ordenou uma "avaliação pericial" da curatela durante uma audiência. Em setembro, Federline conseguiu uma ordem de restrição contra Jamie, após este ser acusado de agredir fisicamente, Sean, filho mais velho de Spears. No mesmo mês, Jodi Montgomery assumiu o cargo de curadora pessoal da artista temporariamente.
Em 17 de agosto de 2020, Samuel D. Ingham III, advogado de Spears nomeado pelo tribunal, comunicou a corte o desejo de sua cliente de alterar a curatela para refletir seus desejos e estilo de vida, o que incluía a instituição permanente de Montgomery como sua curadora e a substituição de Jamie por um fiduciário como administrador de seus negócios. Penny estendeu o acordo em andamento até fevereiro de 2021 no final daquele mês. Em novembro de 2020, a justiça nomeou a instituição Bessemer Trust para supervisionar os bens de Spears ao lado de seu pai. Um documentário que narrava a curatela de Spears como parte de sua carreira, intitulado Framing Britney Spears, estreou em fevereiro de 2021. Spears disse mais tarde que "chorou por duas semanas" e que se sentiu humilhada por sua descrição depois de ver partes do documentário. O New York Times publicou um artigo em junho de 2021 que afirmava que a cantora havia se empenhado em encerrar a curatela por anos.
Em 23 de junho de 2021, Spears se dirigiu ao tribunal, falando sobre sua experiência traumática e descrevendo a curatela como "abusiva". Ela também expressou seu desejo de se casar e ter um filho, enquanto pedia a Penny para encerrar a curatela sem precisar passar novamente por uma avaliação. Mais tarde naquele mês, a Bessemer Trust, retirou-se do cargo em resposta ao desejo da cantora de encerrar sua curatela. Em julho de 2021, Larry Rudolph, empresário de longa data de Spears, renunciou as suas funções, enquanto Samuel Ingham, indicado pela corte para representá-la desde o início da curatela renunciou o cargo depois que Spears relatou o desejo de poder escolher seu próprio advogado. Durante uma audiência no final do mês, a juíza Penny aprovou a substituição de Ingham por Mathew Rosengart, que afirmou que estaria trabalhando junto com seu escritório para encerrar a curatela. Depois de não comentar publicamente sobre a curatela por anos, Spears usou a hashtag #FreeBritney para legendar um post no Instagram naquele mesmo dia. No final do mês, Rosengart entrou com uma petição para remover Jamie do cargo de curador financeiro de sua filha. Em agosto de 2021, Jamie concordou em deixar o cargo em um momento não especificado, mas afirmou que ele "não deveria ser suspenso ou destituído".
Jamie entrou com um pedido para encerrar a curatela em setembro de 2021. Um documentário da Netflix sobre o acordo e a disputa entre Spears e seu pai, intitulado Britney vs Spears, estreou no dia 28 daquele mês. No dia seguinte, Penny suspendeu Jamie de seu papel e nomeou o contador John Zabel, selecionado pela equipe jurídica de Spears, para supervisionar os bens da artista. Spears posteriormente agradeceu aos fãs no Twitter afirmando "por causa de vocês e sua resiliência constante em me libertar da minha tutela, minha vida agora está nessa direção!". A juíza Penny encerrou a curatela "com efeito imediato" em 12 de novembro de 2021.

## Repercussão pública

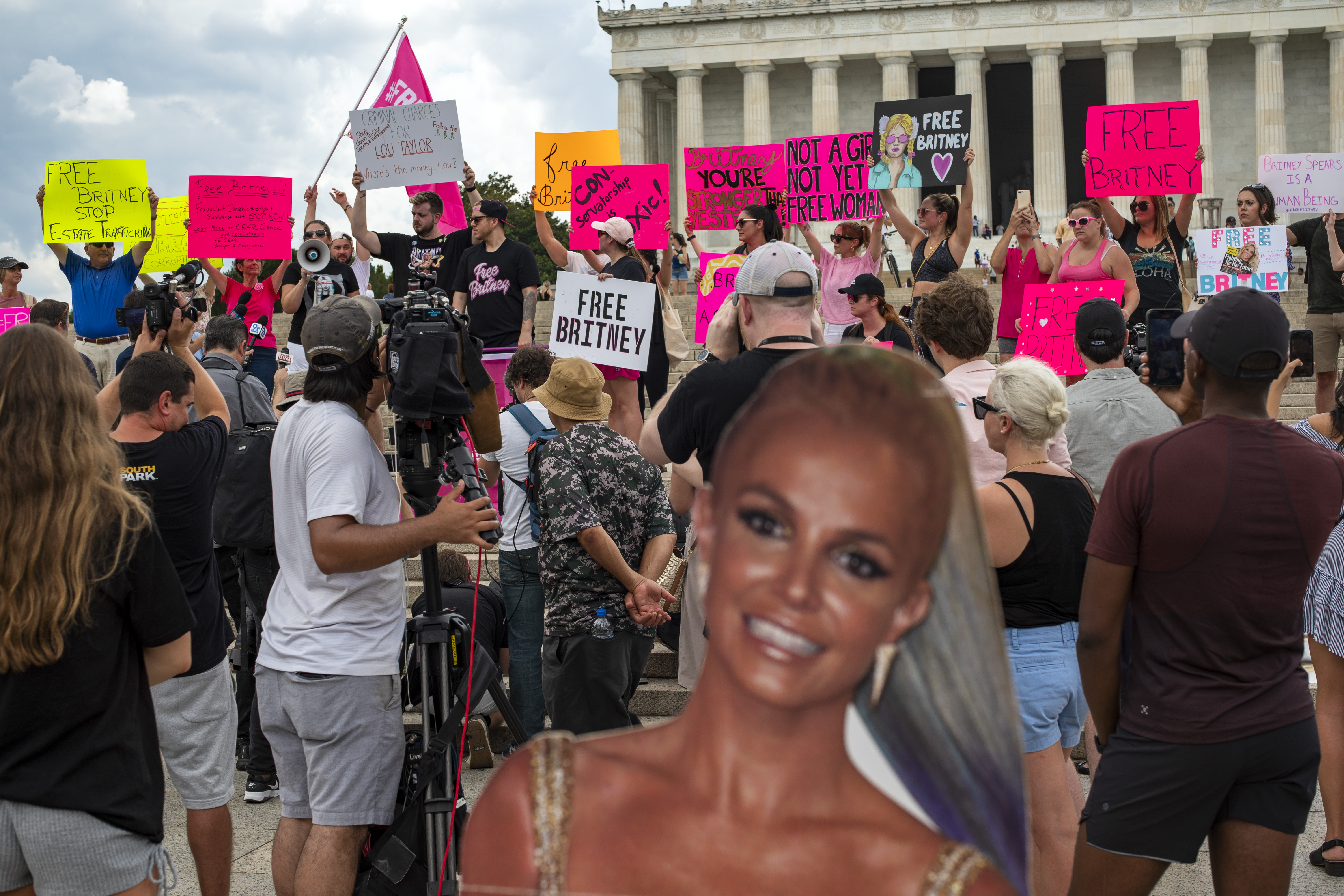
O movimento #FreeBritney em frente ao Lincoln Memorial, 2021.

De 2019 a 2020, o movimento #FreeBritney ganhou o apoio de várias celebridades, incluindo as cantoras Cher e Miley Cyrus e a personalidade da mídia Paris Hilton. A organização sem fins lucrativos American Civil Liberties Union se comprometeu a ajudar Spears a encerrar a curatela, caso ela solicitasse. Em julho de 2020, o irmão de Spears, Bryan, disse que a curatela tinha sido benéfica para sua família. No mês seguinte, Jamie rotulou o movimento de "uma piada" e seus coordenadores de "teóricos da conspiração".
Depois da fala de Spears no tribunal em junho de 2021, mais figuras públicas, incluindo as cantoras Mariah Carey e Brandy Norwood e a atriz Rose McGowan, apoiaram publicamente o apelo de Spears para encerrar a curatela. Os cantores Justin Timberlake, seu ex-namorado, e Christina Aguilera, também expressaram seu apoio. Jamie Lynn mais tarde afirmou que apoiava a irmã e que estava "muito orgulhosa" por ela ter pedido o fim da curatela. A rapper Iggy Azalea, que colaborou com Spears em 2015, escreveu que "testemunhou pessoalmente o mesmo comportamento" de Jamie que a cantora disse ter recebido.
No mês seguinte, os deputados dos EUA Matt Gaetz, Marjorie Taylor Greene, Burgess Owens e Andy Biggs convidaram Spears para testemunhar sobre sua curatela perante o Congresso dos EUA. Citando o caso de Spears, os senadores Elizabeth Warren e Bob Casey Jr. pediram ao Departamento de Saúde e Serviços Humanos e ao Departamento de Justiça dos Estados Unidos que fornecessem dados sobre curatelas para que pudessem fazer recomendações relacionadas a políticas para o sistema.
Em 3 de julho, em apoio ao movimento #FreeBritney e ao Mês do Orgulho Gay, o prédio que abriga o Congresso Nacional Brasileiro foi iluminado com as cores da bandeira do Orgulho LGBT e letras com a frase "Free Britney". Em 29 de setembro, o político neozelandês David Seymour divulgou uma declaração em apoio a Spears em nome do Partido ACT.
Em 30 de setembro de 2021, o governador da Califórnia, Gavin Newsom, sancionou um projeto de lei apelidado de #FreeBritney para ajudar a reformar as leis de cututela do estado. “É importante fecharmos essas lacunas e criar responsabilidade e transparência”, disse ele.